# لیسفائن
لیسفائن (به انگلیسی: Llysfaen) یک منطقهٔ مسکونی در بریتانیا است که در شهرستان مستقل کانوی واقع شده‌است. لیسفائن ۲٬۷۴۳ نفر جمعیت دارد.